# Lorentzimys nouhuysi
Lorentzimys nouhuysi és una espècie de mamífer rosegador de la família dels múrids. Viu a altituds d'entre 80 i 2.700 msnm a Indonèsia i Papua Nova Guinea. El seu hàbitat natural són els boscos tropicals. És una espècie en risc mínim, és a dir, no sembla que hi hagi cap amenaça significativa per a la seva supervivència. Aquest tàxon fou anomenat en honor del capità neerlandès Jan Willem van Nouhuys.